# Звіробій сланкий
Звіробій сланкий (Hypericum humifusum) — вид трав'янистих рослин з родини звіробійних (Hypericaceae), поширений у Європі крім сходу та Скандинавії й на заході Північної Африки.

## Опис
Багаторічна трав'яниста рослина 5–15 см заввишки. Стебла численні, простягнені, б.-м. розгалужені, 5–15 см заввишки. Листки коротко черешчаті, подовжено-овальні, тупі, на краю з рідкісними чорними залозками. Пелюстки блідо-жовті, 6–7 мм довжиною, у верхній частині з чорними точковими залозками.

## Поширення
Поширений у Європі крім сходу та Скандинавії й на заході Північної Африки; натуралізований у Новій Зеландії, Аргентині.
В Україні вид зростає на кам'янистих схилах, пісках, полях — у Закарпатті, Карпатах, Прикарпатті, Волинському Лісостепу (Рівненська обл., Красноармійськ) і західному Лісостепу (Львівська обл.).

## Галерея

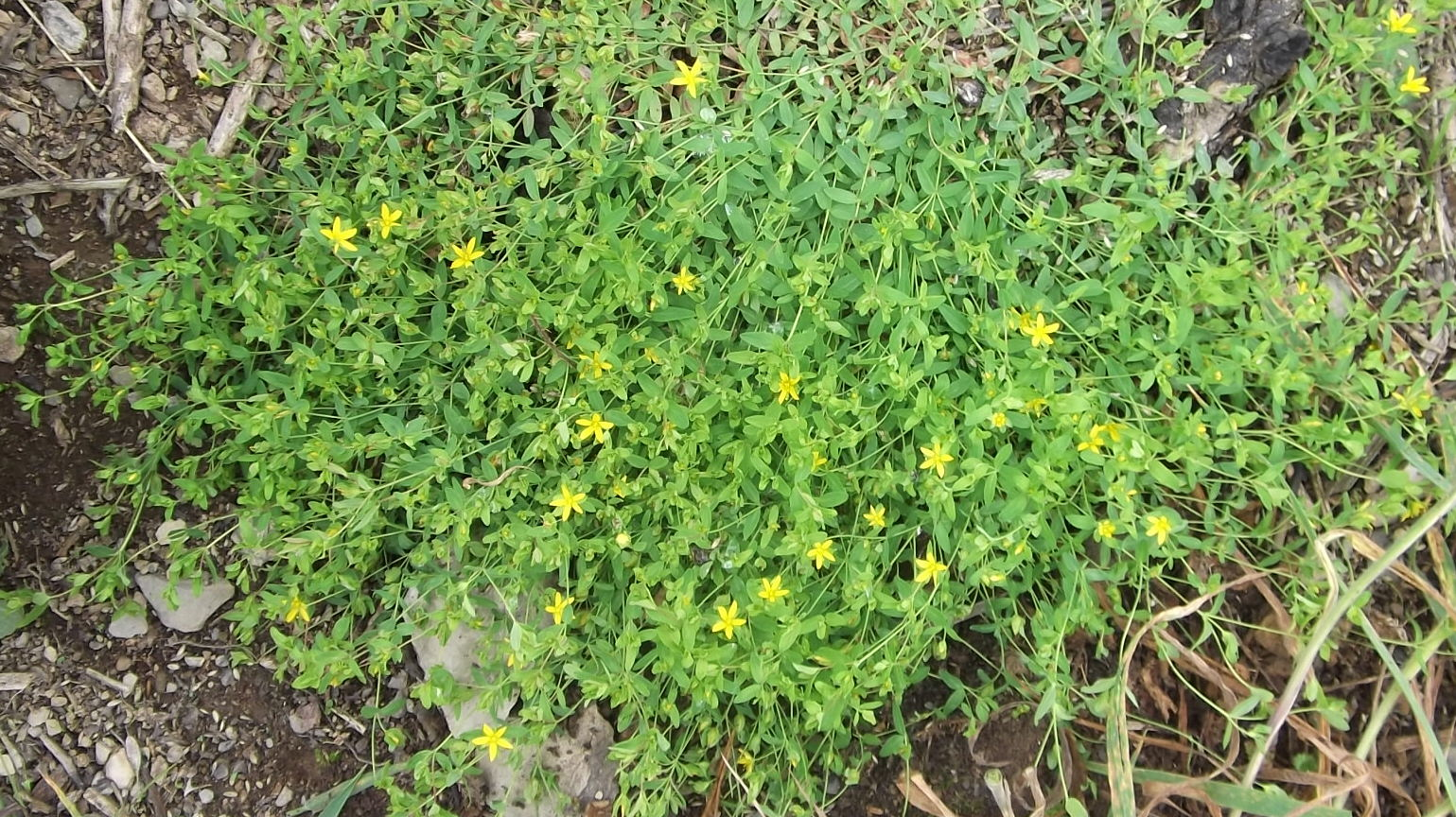
рослина
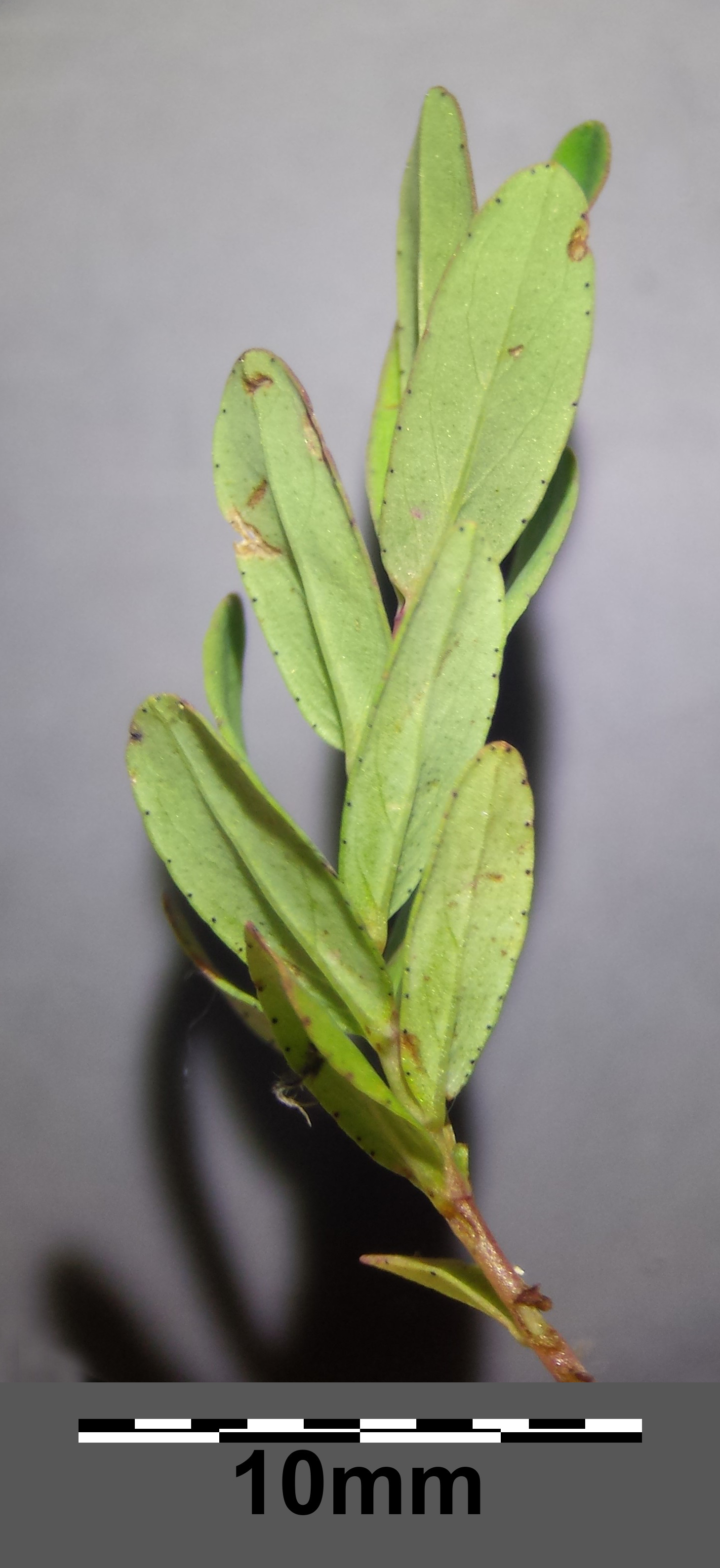
листки
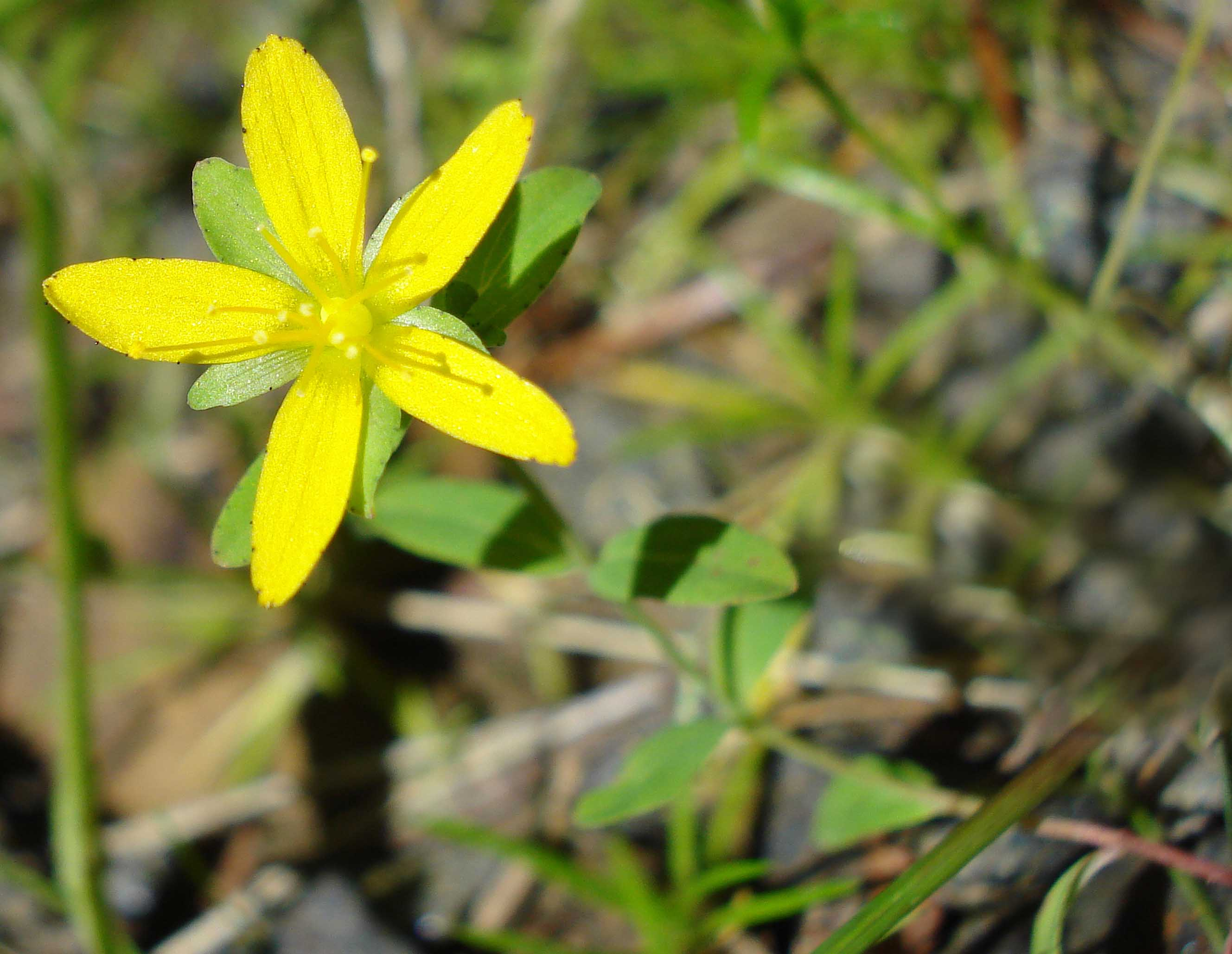
квітка
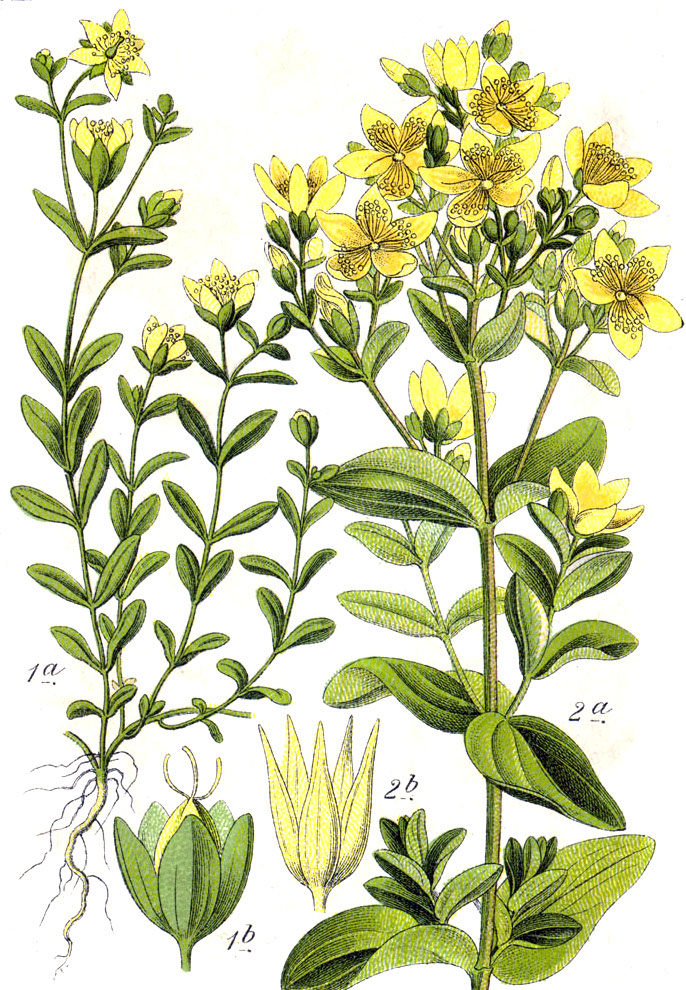
ілюстрація: 1) H. humifusum